# Định lý Poynting
Trong điện động lực học, định lý Poynting được nhà vật lý học John Henry Poynting phát biểu về sự bảo toàn năng lượng của trường điện từ. Nó cũng tương tự như định lý công-động năng trong cơ học cổ điển.

## Phát biểu

### Tổng quát
Sự thay đổi năng lượng điện từ (mỗi đơn vị thể tích) trong một vùng không gian bằng với dòng năng lượng điện từ chảy qua mặt kín bao quanh vùng không gian này.
Công thức toán học, dưới dạng vi phân:
| {\displaystyle -{\frac {\partial u}{\partial t}}=\nabla \cdot \mathbf {S} +\mathbf {J} \cdot \mathbf {E} } |
với ∇•S là div của vector Poynting (vectơ mật độ công suất của trường điện từ) và J•E là công suất tổn hao dưới dạng nhiệt của dòng điện trong vùng không gian này.
Theo định lý Gauss, biểu thức trên có thể viết lại dưới dạng tích phân:
| {\displaystyle -{\frac {\partial }{\partial t}}\int _{V}udV=}{\displaystyle \scriptstyle \partial V}{\displaystyle \mathbf {S} \cdot d\mathbf {A} +\int _{V}\mathbf {J} \cdot \mathbf {E} dV} |
với {\displaystyle \partial V\!} là biên của thể tích V có hình dạng bất kỳ tuy nhiên phải cố định.

### Kỹ thuật điện
Trong kỹ thuật điện, định lý thường được viết theo mật độ năng lượng u:
{\displaystyle \nabla \cdot \mathbf {S} +\epsilon _{0}\mathbf {E} \cdot {\frac {\partial \mathbf {E} }{\partial t}}+{\frac {\mathbf {B} }{\mu _{0}}}\cdot {\frac {\partial \mathbf {B} }{\partial t}}+\mathbf {J} \cdot \mathbf {E} =0,}
với:
- {\displaystyle \epsilon _{0}\mathbf {E} \cdot {\frac {\partial \mathbf {E} }{\partial t}}} là mật độ năng lượng điện trường
- {\displaystyle {\frac {\mathbf {B} }{\mu _{0}}}\cdot {\frac {\partial \mathbf {B} }{\partial t}}} là mật độ năng lượng từ trường
- {\displaystyle \mathbf {J} \cdot \mathbf {E} } là năng lượng tiêu hao do lực Lorentz tác động lên các hạt mang điện.